# Jam the Universe
『Jam the Universe』（ジャム・ザ・ユニヴァース）は、SOFFetの5枚目のアルバム。2009年9月30日発売。

## 内容
- オリジナルアルバムとしては約1年7ヶ月ぶりのリリース。
- 初回盤のみスペシャルフィルム入り2重ジャケット仕様、更にMUSIC VIDEO、SHIBUYA-AXでのツアーの映像をダイジェストで収録したDVD付。

## 参加アーティスト (曲順)
PE'Z
・MAY'S
・Sowelu
・Tokyo Junkastic Band
・mihimaru GT
・ISEKI (キマグレン)
・COMA-CHI
・TARO SOUL
・TSUBOI (アルファ)
・breakthrough (DJ JIN・Ladi Dadi・ Masaya Fantasista)
・SO-TO (wyolica)

## 収録曲

### CD
1. イタダキ7 with PE'Z
(作詞：YoYo, GooF / 作曲・編曲：SOFFet & PE'Z)
2. More than I love you 〜365のキセキ〜 with MAY'S
(作詞：YoYo, GooF, 片桐舞子 / 作曲：YoYo, 片桐舞子 / 編曲：YoYo, 山口隆志)
3. 蒼空バラッド
(作詞：YoYo, GooF / 作曲：YoYo / 編曲：藤本和則)
4. The moment I saw you with Sowelu
(作詞：YoYo, GooF / 作曲・編曲：YoYo)
5. 隣には君がいる
(作詞：YoYo, GooF / 作曲：YoYo / 編曲：下野ヒトシ)
6. JunkArtistic with Tokyo Junkastic Band
(作詞：YoYo, GooF / 作曲：YoYo / 編曲：SOFFet & Tokyo Junkastic Band)
  - オフィシャル専属バンドTokyo Junkastic Bandとゼロからの製作で完成した。
7. CrossRoad
(作詞：YoYo, GooF / 作曲：YoYo / 編曲：SOFFet & Tokyo Junkastic Band)
8. スキナツ（Extended Jam Ver.） with mihimaru GT
(作詞・作曲：SOFFet & mihimaru GT / 編曲：下野ヒトシ)
9. 音遊技 ～五段～ with ISEKI (キマグレン)
  - 1stアルバム『Carnival』から続いている、自ら楽器を演奏して録音するインストプログラムの第5弾。今回はキマグレンのISEKIが参加している。
10. 花
(作詞：YoYo, GooF / 作曲：YoYo / 編曲：藤本和則)
11. シアワセイロ
(作詞：YoYo, Qumi / 作曲：YoYo / 編曲：山口隆志)
  - YoYoソロ楽曲。「シアワセとは何か」をテーマに制作された。
12. 情熱のCarbonation with COMA-CHI , TARO SOUL , TSUBOI (アルファ) , breakthrough
(作詞：GooF, COMA-CHI, TARO SOUL, TSUBOI / 作曲：breakthrough, GooF)
  - GooFソロ楽曲。コラボメンバー全員で夕飯会の時に飲んでいた「すず音」という、発泡日本酒をテーマに作り上げた曲。
13. Universe ～ちぎれ雲の向こう～
(作詞：YoYo, GooF / 作曲・編曲：YoYo, SO-TO)
  - この年の正月からwyolicaのSO-TOと共に制作を始め、半年の月日を経て完成した楽曲。

### 初回限定盤DVD
MUSIC VIDEO
1. 花
2. 蒼空バラッド
3. More than I love you ～365のキセキ～ with MAY'S

｢SOFFet Spiring-Summer Circuit '09｣ TOUR FINAL @ SHIBUYA-AX（'09.7.1）
1. JunkArtistic
2. NEW STANDARD
3. キグルミマスター
4. ムービースター
5. 蒼空バラッド
6. Answer
7. 君がいるなら☆
8. Join the Party Tune!!
9. CrossRoad
10. Jackal
11. ひとりじゃない

## タイアップ
| 曲名                                            | タイアップ                                                   |
| More than I love you 〜365のキセキ〜 with MAY'S | テレビ東京系「JAPAN COUNTDOWN」2009年9月度オープニングテーマ |
| 蒼空バラッド                                    | 日本テレビ系「音楽戦士 MUSIC FIGHTER」POWER PLAY             |
| The moment I saw you with Sowelu                | TBSラジオ「カキーン」コラボソング                            |
| JunkArtistic with Tokyo Junkastic Band          | 高須クリニックCMソング                                       |
| スキナツ                                        | 日本テレビ系「しゃべくり007」2008年7月度エンディングテーマ   |
| スキナツ                                        | 日本テレビ系「音楽戦士 MUSIC FIGHTER」2008年8月度POWER PLAY  |
| スキナツ                                        | 「MUSIC B.B.」2008年8月度エンディングテーマ                  |
| 花                                              | TBS系「王様のブランチ」12・1月度エンディングテーマ           |
| 花                                              | 札幌テレビ「WE! TV」オープニングテーマ                       |